# Pristerophora longipes
Pristerophora longipes är en skalbaggsart som beskrevs av Philippi 1861. Pristerophora longipes ingår i släktet Pristerophora och familjen Melolonthidae. Inga underarter finns listade i Catalogue of Life.